# Dotto di Nuck
Il canale di Nuck, scoperto dal medico anatomista olandese Anton Nuck, è l'equivalente femminile del dotto peritoneo vaginale, proprio del sesso maschile.

## Descrizione e funzione
Collega il peritoneo, sacco che contiene l'intestino, facilitando lo scivolamento delle anse tra loro, con il testicolo, che si origina in età embrionale a livello addominale, ma pian piano scende, trascinando il peritoneo nel sacco scrotale, posizione che viene raggiunta poche settimane dopo la nascita.
Il dotto peritoneo vaginale si chiude successivamente.
Nella donna non avviene questo processo, ma permane la struttura anatomica, come vestigia fetale. La sua lunghezza è variabile, potendo anche raggiungere le grandi labbra, equivalenti scrotali.
Questo dotto può andare incontro a patologie cistiche, più frequentemente diverticoli o idrocele.
| Controllo di autorità | Thesaurus BNCF 44529 |